# Mẹ Têrêsa

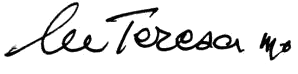
Chữ ký

Maria Têrêsa Bojaxhiu MC (còn được gọi là thánh Têrêsa thành Kolkata; tên khai sinh là Anjezë Gonxhe Bojaxhiu; phát âm tiếng Albania: [aˈɲɛzə ˈɡɔndʒɛ bɔjaˈdʒi.u]; 26 tháng 8 năm 1910 – 5 tháng 9 năm 1997), được biết đến rộng rãi với danh hiệu Mẹ Têrêsa, là một nữ tu và nhà truyền giáo Công giáo Rôma người Ấn Độ gốc Albania.
Bà sinh tại Skopje (thủ đô Cộng hòa Bắc Macedonia ngày nay), khi đó thuộc Đế quốc Ottoman. Sau khi sống ở Macedonia trong 18 năm, bà tới Ireland rồi Ấn Độ, nơi bà sống trong phần lớn cuộc đời còn lại. Bà sáng lập Dòng Thừa sai Bác Ái tại Kolkata (Calcutta), Ấn Độ năm 1950. Trong hơn bốn mươi năm, bà chăm sóc người nghèo, bệnh tật, trẻ mồ côi, người hấp hối, trong khi hoàn tất nhiệm vụ lãnh đạo dòng tu phát triển khắp Ấn Độ, và đến các quốc gia khác.
Năm 1970, Mẹ Têrêsa trở thành một nhân vật toàn cầu nổi tiếng với các hoạt động nhân đạo cứu giúp người nghèo và những người sống trong hoàn cảnh tuyệt vọng, một phần là nhờ một quyển sách và cuốn phim tư liệu tựa đề Something Beautiful for God của Malcome Muggeridge. Bà được trao Giải Nobel Hòa bình năm 1979 như một sự vinh danh cho các hoạt động nhân đạo của bà.
Dòng Thừa sai Bác ái của Mẹ Têrêsa tiếp tục phát triển, đến thời điểm bà từ trần, tổ chức từ thiện này đang điều hành 610 cơ sở truyền giáo tại 123 quốc gia, trong đó có các nhà trọ và nhà tình thương có người mắc bệnh HIV/AIDS, cũng như bệnh nhân phong và lao, các bếp ăn từ thiện, các chương trình tư vấn cho gia đình và trẻ em, các trại mồ côi, và trường học.
Mặc dù Teresa được tôn vinh bởi nhiều cá nhân, chính quyền và các tổ chức, bà cũng là mục tiêu của không ít chỉ trích từ những người như Christopher Hitchens, Aroup Chatterjee, và Vishva Hindu Parishad. Thường thì những phê phán này nhắm vào nỗ lực cải đạo không tự nguyện trong công tác từ thiện bao gồm việc rửa tội cho những người sắp chết, lập trường cứng rắn chống phá thai và việc cho rằng sự nghèo khó có thể tạo điều kiện cho những lợi ích tâm linh.
Sau khi mất, bà được Giáo hoàng Gioan Phaolô II phong chân phước. Chủ nhật ngày 4 tháng 9 năm 2016, Giáo hoàng Phanxicô đã chủ sự thánh lễ tuyên thánh cho bà tại Quảng trường Thánh Phêrô ở Vatican với khoảng 120.000 người tham dự.

## Thiếu thời
Anjezë Gonxhe Bojaxhiu (trong tiếng Albania, "Anjezë" là Anê; "Gonxhe" nghĩa là "nụ hồng") chào đời ngày 26 tháng 8 năm 1910 tại Skopje, lúc đó là thủ phủ của tỉnh Kossovo Vilayet thuộc Đế quốc Ottoman; nay là thủ đô Cộng hòa Macedonia. là con út của một gia đình đến từ Shkodër, Albania, cha mẹ của cô là Nikola và Dranafile (tiếng Albania nghĩa là "hoa hồng") Bojaxhiu. Nikola có hoạt động chính trị tại Albania. Năm 1919, sau một cuộc hội họp ông ngã bệnh và qua đời khi Agnes mới lên tám. Sau khi cha mất, mẹ nuôi dưỡng cô trong đức tin Công giáo Rôma. Theo người viết tiểu sử Teresa, Joan Graff Clucas, từ khi còn thơ ấu, Agnes đã ham thích đọc các câu chuyện về cuộc đời các thừa sai và hoạt động của họ, đến tuổi 12 cô tin rằng nên hiến mình cho đời sống tôn giáo. Năm 18 tuổi, cô gia nhập Dòng Nữ tu Loreto, từ đó cô không bao giờ gặp lại mẹ và chị.
Trước tiên, Agnes đến Tu viện Loreto ở Rathfarnham, Ái Nhĩ Lan để học tiếng Anh, ngôn ngữ dòng Loreto dùng để dạy học tại Ấn Độ. Cô đến Ấn Độ năm 1929, và bắt đầu cuộc đời nữ tu tập sinh tại Darjeeling, gần dãy Himalaya. Ngày 24 tháng 5 năm 1931, cô làm lễ tiên khấn để trở thành nữ tu. Cô chọn tên Teresa theo tên Thérèse de Lisieux, thánh bổn mệnh của các thừa sai. Ngày 14 tháng 5 năm 1937, Teresa khấn trọn đời, khi ấy cô đang dạy học tại trường Loreto ở phía đông Calcutta.
Mặc dù bận rộn với nhiệm vụ giảng dạy tại trường, Teresa ngày càng quan tâm đến cuộc sống nghèo khổ nhan nhản chung quanh cô tại Calcutta. Nạn đói năm 1943 mang nhiều điều bất hạnh và chết chóc đến thành phố; rồi các cuộc bạo động giữa người Hindu và người Hồi giáo trong tháng 8 năm 1946 nhấn chìm thành phố này trong nỗi kinh hoàng và sự tuyệt vọng.

## Dòng Thừa sai Bác ái
Ngày 10 tháng 9 năm 1946, Teresa trải nghiệm điều mà cô miêu tả là "ơn gọi trong ơn gọi" khi cô đang trên đường đến Tu viện Loreto ở Darjeering cho thời kỳ tĩnh tâm hằng năm. "Tôi phải rời tu viện để giúp đỡ người nghèo và sống chung với họ. Đó là mệnh lệnh. Không chịu tuân theo có nghĩa là đánh đổ đức tin." Năm 1948, Teresa khởi đầu công tác thừa sai giữa người nghèo, cô thay bộ áo truyền thống của dòng Loreto bằng trang phục chira giản dị bằng vải cotton viền màu lam. Cô nhập tịch Ấn, và đi vào các khu nhà ổ chuột. Trước tiên, Teresa mở một trường học ở Motjhil, rồi bắt đầu chăm sóc những người bần cùng đói khát.

Teresa viết trong nhật ký rằng năm đầu tiên cô gặp vô số khó khăn. Vì không có nguồn cung ứng tài chính, cô phải phụ thuộc vào hoạt động quyên góp thực phẩm và nhu yếu phẩm. Trong những tháng đầu, cô phải đấu tranh với sự hoài nghi, đơn độc và sự cám dỗ quay trở lại cuộc sống tiện nghi trong tu viện. Teresa ghi lại trong nhật ký: 
Chúa chúng ta muốn tôi phải là một nữ tu tự do ẩn mình dưới sự nghèo khó của thập tự giá. Hôm nay tôi học được một bài học hay. Sự nghèo khổ của người nghèo thật là nghiệt ngã. Trong khi tìm kiếm một ngôi nhà, tay chân tôi đau nhức vì đi bộ. Tôi suy nghĩ, người nghèo còn chịu đựng sự nhức nhối bội phần hơn trong thể xác và linh hồn khi tìm kiếm một chỗ trú thân, thức ăn và sức khỏe. Khi ấy, cuộc sống tiện nghi tại Loreto xuất hiện đầy quyến rũ. ‘Chỉ cần nói một lời, tất cả sẽ trở lại với cô,’ Kẻ cám dỗ cứ tiếp tục nói…. Chúa ôi, đây là sự tự nguyện, vì con yêu Chúa, con muốn ở lại và làm bất cứ điều gì theo Thánh Ý. Con không khóc đâu, dù chỉ một giọt lệ.

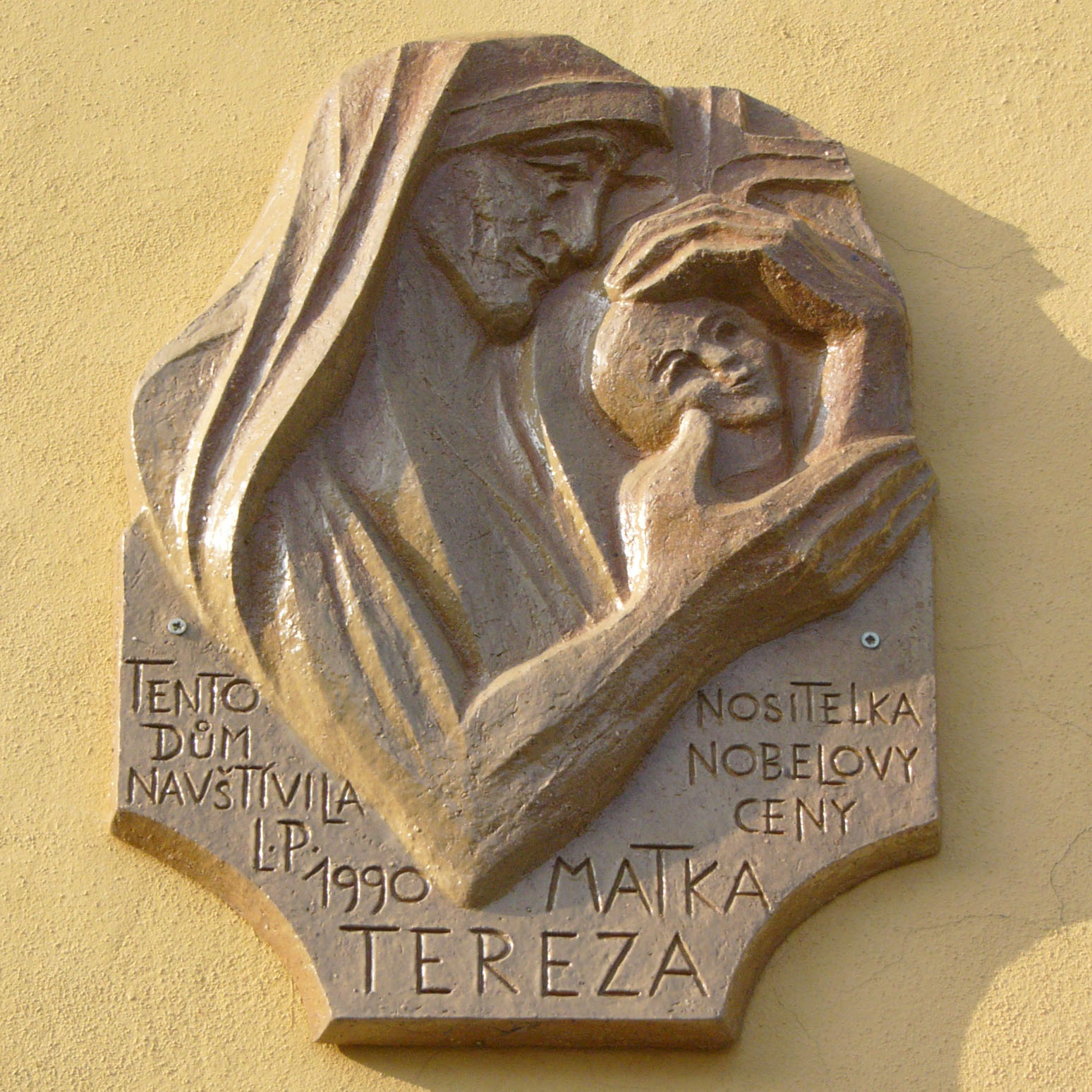
Mẹ Teresa,Tranh khắc nổi tại một tòa nhà ở quảng trường Václavské náměstí, Olomouc, (Cộng hòa Séc)

Ngày 7 tháng 10 năm 1950, Vatican chấp thuận cho Teresa khởi đầu một dòng tu sau này trở thành Dòng Thừa sai Bác ái. Sứ mạng của dòng là chăm sóc, theo lời Teresa, "người đói khát, trần truồng, kẻ không nhà, người tàn tật, người mù, bệnh nhân phong, bất cứ ai đang cảm thấy thừa thãi, bị căm ghét, ruồng bỏ trong xã hội, những người đang là gánh nặng của xã hội và bị mọi người xa lánh." Tiên khởi chỉ là một dòng tu nhỏ với 13 tập sinh ở Calcutta; ngày nay có hơn 4 000 nữ tu điều hành các cô nhi viện, trại điều dưỡng AIDS, và các trung tâm từ thiện trên khắp thế giới. Dòng tu cũng chăm sóc người tị nạn, người khuyết tật, già lão, nghiện rươu, người nghèo và người vô gia cư, nạn nhân lũ lụt, dịch bệnh, và nạn đói.
Năm 1952, Mẹ Teresa mở ngôi nhà đầu tiên chăm sóc người sắp chết. Với sự hỗ trợ từ các viên chức Ấn, bà cho sửa một ngôi đền Ấn giáo hoang phế thành Nhà Kalighat cho người Hấp hối, một trại điều dưỡng miễn phí cho người nghèo. Sau này bà đổi tên thành Kalighat, Nhà Thanh Tâm (Nirmal Hriday). Những người được mang đến đây được chăm sóc y tế và được chết trong nhân phẩm, được chôn cất theo niềm tin tôn giáo của họ; người Hồi giáo được đọc kinh Quran, người Hindu được tẩy rửa bằng nước sông Hằng, và người Công giáo được làm lễ xức dầu thánh. "Một cái chết đẹp", bà nói, cho những người từng sống kiếp thấp hèn như những con vật, nhưng chết như những thiên thần – được yêu thương và được trọng vọng." Không lâu sau đó, bà mở một ngôi nhà cho những người mắc bệnh Hansen (phong cùi), đặt tên là Shanti Nagar (Thành phố Hòa bình). Dòng Thừa sai Bác ái cũng thành lập một số cơ sở y tế mở rộng trên khắp Calcutta, cung cấp thuốc men, thực phẩm.
Năm 1955, Teresa mở Nirmala Shishu Bhavan, Nhà Trái tim Vô nhiễm đón tiếp trẻ mồ côi và thanh thiếu niên vô gia cư.

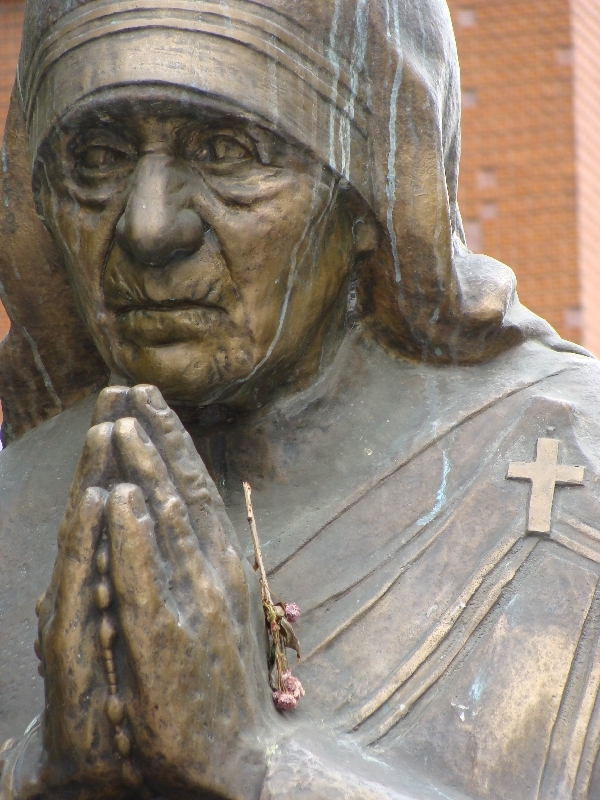
Tượng Mẹ Teresa tại Skopje, Macedonia

Dòng tu ngày càng thu hút nhiều tập sinh và nhận nhiều đóng góp từ thiện. Đến thập niên 1960, Dòng Thừa sai Bác ái thành lập các nhà điều dưỡng, trại mồ côi, và trại phong trên khắp Ấn Độ, rồi phát triển trên khắp thế giới. Ngôi nhà đầu tiên ngoài Ấn Độ được thành lập ở Venezuela năm 1965 với năm nữ tu. Năm 1968, đến La Mã, Tanzania, và Áo. Trong thập niên 1970, dòng tu thiết lập các ngôi nhà và tổ chức trong hơn mười quốc gia ở châu Á, châu Phi, châu Âu, và Hoa Kỳ.
Tuy nhiên, triết lý hành động của bà gặp phải một số chỉ trích. Trong khi nhìn nhận rằng không có nhiều chứng cứ được đưa ra để chống lại Teresa, David Scott nhận xét rằng bà tự giới hạn mình trong phạm vi hoạt động nhằm cứu sống người khác thay vì nỗ lực giải quyết nạn nghèo đói. Quan điểm của Teresa về sự đau khổ cũng bị phê phán bởi một bài viết đăng trên tuần báo Alberta Report của Canada, vì bà cho rằng sự đau khổ sẽ đem con người đến gần Chúa Giê-xu hơn. Các tạp chí y khoa, nhất là The Lancet và British Medical Journal, tỏ ra quan ngại về cách chăm sóc bệnh nhân thời kỳ cuối tại những nhà dành cho người hấp hối, ghi nhận việc tái sử dụng kim tiêm dưới da, điều kiện sống tồi tệ, trong đó có việc tắm lạnh tất cả người bệnh, và không áp dụng phương pháp chẩn đoán phối hợp.
Nhà báo Christopher Hitchens là một trong số những người phê phán Teresa mạnh mẽ nhất. Ông được giao viết kịch bản và thuyết minh cuốn phim tài liệu Hell’s Angel của Kênh 4 Anh Quốc về Teresa sau khi Aroup Chatterjee khuyến khích thực hiện chương trình này, mặc dù Chatterjee cũng không hài lòng với "các tiếp cận đầy cảm xúc" của cuốn phim. Trong cuốn "The Missionary Position" (1995) của ông, Hitchens chỉ trích Teresa nặng nề hơn.
Chatterjee viết rằng sinh thời Mẹ Teresa và những người viết tiểu sử chính thức của bà từ chối hợp tác với ông trong cuộc điều tra, và bà không thể tự biện hộ trước những phê phán trên báo chí phương Tây. Ông dẫn một bài viết từ tờ The Guardian của Anh đưa ra những "chi tiết phê phán về điều kiện sống tại những trại mồ côi của bà….những cáo buộc về sự vô tâm cũng như những lạm dụng thể xác và tình cảm", cũng có một phim tài liệu khác, Mother Teresa: Time for Change? phát sóng tại vài nước châu Âu. Trong số những người chỉ trích Teresa còn có Tariq Ali, một thành viên của ban biên tập của tờ New Left Review ở Anh, và một nhà báo điều tra sinh trưởng ở Ái Nhĩ Lan Donald MacIntyre. Do lập trường của mình, cả Chatterjee và Hitchens cũng trở thành những đối tượng bị chỉ trích.
Vào dịp kỷ niệm năm thứ nhất ngày mất của Mẹ Teresa, Tạp chí Stern của Đức cho đăng một bài viết về những cáo buộc liên quan đến các vấn đề tài chính, và việc sử dụng các khoản quyên góp. Các tạp chí y học cũng đưa ra những chỉ trích làm dấy lên các quan điểm khác nhau về những ưu tiên đáp ứng nhu cầu của bệnh nhân.
Christopher Hitchens, nhân chứng duy nhất được Vatican đề nghị trình bày chứng cứ chống lại việc phong chân phước và phong thánh cho Teresa, lập luận rằng, "bà không có ý định giúp đỡ người khác", ông cũng cáo buộc bà đã nói dối những người hiến tặng về việc sử dụng những khoản đóng góp của họ. "Nhờ nói chuyện với bà, tôi phát hiện ra rằng bà không làm việc để xóa nghèo," lời của Hitchens, "Bà làm việc để gia tăng số giáo dân Công giáo. Bà nói, ‘Tôi không phải là nhân viên công tác xã hội. Tôi làm việc không phải vì mục tiêu này. Tôi làm thế là cho Chúa Ki-tô. Tôi làm thế là cho giáo hội.’"

## Quốc tế
Năm 1982, khi cuộc bao vây Beirut lên đến đỉnh điểm, Mẹ Teresa đã thành công trong nỗ lực giải cứu 37 trẻ em mắc kẹt trong một bệnh viện giữa mặt trận bằng cách đàm phán cho một cuộc ngừng bắn giữa quân đội Israel và du kích Palestine. Được các nhân viên Hồng Thập Tự hộ tống, bà băng qua trận địa để đến ngôi bệnh viện đổ nát và giải cứu các bệnh nhi
Khi Đông Âu bắt đầu mở cửa vào cuối thập niên 1980, Teresa cho tiến hành hàng chục đề án tại các quốc gia trong vùng. Không hề nao núng khi bị chỉ trích về lập trường cứng rắn của bà về việc chống phá thai và li dị, bà chỉ nói, "Người ta nói gì cũng mặc, bạn chỉ cần cười và tiếp tục công việc của mình."
Mẹ Teresa đã đến Ethiopia cứu giúp những người bị nạn đói, đến Chernobyl giúp người nạn nhân phóng xạ, và đến với nạn nhân động đất ở Armenia. Năm 1991, lần đầu tiên bà trở lại quê hương và mở ngôi nhà Dòng Thừa sai Bác ái tại Tirana, Albnia.
Năm 1966, bà điều hành 517 cơ sở từ thiện trên hơn 100 quốc gia. Trải qua nhiều năm, Dòng Thừa sai Bác ái của Mẹ Teresa từ thành phần nhân sự chỉ 12 người đã phát triển đến hàng ngàn người phục vụ "những người nghèo nhất của dân nghèo" tại 450 trung tâm trên khắp thế giới.

## Cuối đời của bà

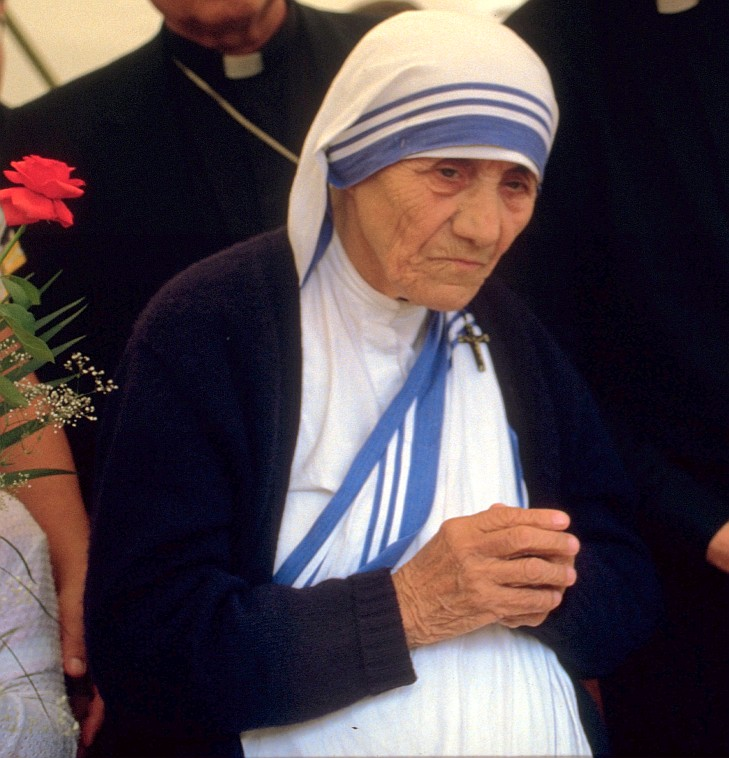
Mẹ Têrêsa năm 1986

Mẹ Teresa bị cơn đau tim khi đến Rôma năm 1983 trong chuyến viếng thăm Giáo hoàng Gioan Phaolô II. Sau cơn đau tim thứ hai năm 1989, bà được đặt máy tạo nhịp tim nhân tạo. Năm 1991, sau khi mắc bệnh cúm lúc đang ở México, bệnh tim trở nặng. Bà muốn từ nhiệm khỏi vị trí lãnh đạo Dòng Thừa sai Bác ái, nhưng các nữ tu, trong một cuộc bỏ phiếu kín, yêu cầu bà ở lại. Mẹ Teresa đồng ý tiếp tục công việc lãnh đạo dòng tu.
Tháng 4 năm 1996, bà bị té ngã gãy xương đòn, rồi phải qua lần phẫu thuật tim, sức khỏe bà suy giảm rõ. Ngày 13 tháng 3 năm 1997, Mẹ Teresa từ chức lãnh đạo dòng tu, và từ trần ngày 5 tháng 9 năm 1997.
Tổng Giám mục Calcutta, Henry Sebastian D’Souza, thuật lại rằng ông cho một linh mục đến làm phép đuổi quỷ cho Teresa với sự cho phép của bà trong lần đầu bà vào bệnh viện khi bị đau tim, vì bà nghĩ rằng bà đang bị ma quỷ tấn công.
Vào thời điểm Mẹ Teresa từ trần, dòng tu của bà có hơn 4 000 nữ tu, với sự hỗ trợ của 300 tu sĩ, và hơn 100 000 người tình nguyện. Họ điều hành 610 cơ sở từ thiện tại 123 nước, trong đó có các nhà tế bần, những ngôi nhà mở cho người mắc bệnh HIV/AIDS, người phong cùi, lao, các nhà bếp cung cấp thức ăn, các chương trình tư vấn gia đình và trẻ em, trại mồ côi, và trường học.

## Vinh danh

### Ấn Độ
Mẹ Teresa được quàng ở Nhà thờ St Thomas, Kolkata trong một tuần trước khi được an táng vào tháng 9 năm 1997. Chính phủ Ấn Độ tuyên bố quốc tang để vinh danh con người từng cứu giúp nhiều người nghèo khổ thuộc các tôn giáo khác nhau trên đất nước Ấn. Trước đó năm 1962, bà được chính phủ Ấn trao giải Padma Shri. Trong những thập niên kế tiếp bà được trao tặng các giải thưởng lớn như Giải Jawaharlal Nehru cho sự Hiểu biết Quốc tế (năm 1972), và năm 1980 là giải thưởng dân sự cao quý nhất Ấn Độ, Bharat Ratna
Tuy nhiên, tại Ấn Độ, cũng có những nhận định khác về Teresa. Aroup Chatterjee, một bác sĩ sinh trưởng ở Calcutta nhưng sống ở Luân Đôn và từng làm việc cho Dòng Thừa sai Bác ái, cho rằng Teresa đã quảng bá một hình ảnh tiêu cực về thành phố này.. Đảng Bharatiya Janata (BJP) từng bất đồng với Teresa về những người thuộc đảng cấp Dalit (hạ tiện) theo Cơ Đốc giáo, nhưng khi bà mất, họ đã lên tiếng ca tụng và cử đại diện đến dự tang lễ. Gần đây hơn, nhật báo The Telegraph của Ấn Độ từng gọi Mẹ Teresa là "vị thánh của những người khốn cùng", lại kêu gọi "Rôma nên điều tra xem có phải bà không chịu làm gì để thay đổi điều kiện sống tồi tệ của người nghèo, mà chỉ lo chăm sóc người bệnh và người hấp hối, và sử dụng họ cho mục tiêu khơi gợi xúc cảm đạo đức."

### Thế giới
Năm 1962, Mẹ Teresa được trao giải Ramon Magsaysay về sự Hiểu biết Quốc tế cho những hoạt động của bà ở Đông và Nam Á, "Ban Quản trị nhìn nhận sự nhận thức sâu sắc và đầy thương cảm của bà dành cho những người nghèo khó ở một xứ sở xa lạ." Đến đầu thập niên 1970, Mẹ Teresa trở nên một nhân vật nổi tiếng thế giới, phần lớn là do cuốn phim tài liệu Something Beautiful for God do Malcom Muggeridge sản xuất năm 1969, cũng như quyển sách cùng tên của ông xuất bản năm 1971. Khi thực hiện cuốn phim, có những đoạn phim phải quay trong điều kiện ánh sáng không tốt, nhất là tại Nhà dành cho người Hấp hối, đoàn làm phim nghĩ rằng sẽ không thể sử dụng những thước phim này. Tuy nhiên, khi trở về từ Ấn Độ, chúng lại có ánh sáng rất tốt. Muggeridge cho đó là phép lạ do "ánh sáng thần thượng" từ Mẹ Teresa. Những người khác trong đoàn làm phim thì nghĩ rằng đó là nhờ loại phim cực nhạy của Kodak. Về sau, Muggeridge chấp nhận đức tin Công giáo.

Tổng thống Hoa Kỳ Ronald Reagan trao tặng cho Mẹ Teresa Huân chương Tự do Tổng thống năm 1985

Cùng lúc, thế giới Công giáo khởi sự tôn vinh Mẹ Teresa. Năm 1971, Giáo hoàng Phaolô VI trao tặng bà Giải Hòa bình Giáo hoàng Gioan XXIII lần thứ nhất, khen ngợi bà về những gì đã làm cho người nghèo, thể hiện lòng nhân ái Kitô và nỗ lực đấu tranh cho hòa bình. Năm 1976, bà được trao Giải Pacem in Terris. Sau khi mất, giáo hội đẩy mạnh quy trình phong thánh cho Mẹ Teresa, hiện bà đã được phong hiển thánh.
Các chính phủ và những tổ chức dân sự cũng tìm đến tôn vinh Mẹ Teresa. Vương quốc Anh và Hoa Kỳ nhiều lần trao tặng bà giải thưởng các loại, cao quý nhất là Order of Merit của Anh Quốc năm 1983, và công dân danh dự của Mỹ ngày 16 tháng 11 năm 1996. Quê hương Albania của Mẹ Teresa cũng dành cho bà Huân chương Vàng Nhà nước năm 1994.
Năm 1979, Mẹ Teresa được trao tặng Giải Nobel Hòa bình cho "những hoạt động diễn ra trong sự đấu tranh vượt qua sự nghèo khó và cùng quẫn, là những điều đe dọa hòa bình." Bà từ chối bữa tiệc mừng truyền thống và yêu cầu gởi số tiền 192 000 USD cho người nghèo ở Ấn Độ, nói rằng những phần thưởng trên thế gian chỉ có giá trị chỉ nào chúng giúp ích những người thiếu thốn trên thế giới. Khi nhận giải thưởng, bà đặt câu hỏi, "Chúng ta có thể làm gì để thăng tiến nền hòa bình thế giới?", và đưa ra câu trả lời, "Hãy về nhà và yêu chính gia đình mình." Bài đáp từ của Mẹ Teresa cũng dựa trên chủ đề này, "Khắp nơi trên thế giới, không chỉ ở những nước nghèo, tôi thấy xóa nghèo ở phương Tây còn khó khăn hơn. Khi tôi nhặt một người ngoài đường phố, đang đói khát, tôi cho người ấy một đĩa cơm, một miếng bánh, tôi cảm thấy hài lòng vì đã cứu đói cho người ấy. Nhưng khi một người bị gạt bỏ, cảm thấy mình sống thừa thãi, không được yêu thương, sống trong kinh hãi, con người đang bị gạt ra bên lề xã hội – sự nghèo khổ ấy là khốn khổ hơn, tôi thấy rất khó mà cứu giúp." Bà cũng chỉ ra rằng phá thai "là kẻ hủy diệt nguy hiểm nhất cho nền hòa bình thế giới"
Các cộng đồng tôn giáo và thế tục đều thương tiếc Mẹ Teresa khi bà tạ thế. Thủ tướng Pakistan Nawaz Sharif nói rằng bà là "một cá nhân độc đáo và hiếm có, đã cống hiến đời mình cho những mục đích cao đẹp. Cuộc đời lâu dài của bà được dành để chăm sóc người nghèo, người bệnh, người bất hạnh đã trở thành một trong những hình mẫu cao quý nhất về lòng tận tụy phục vụ nhân loại. Cựu Tổng Thư ký Liên Hợp Quốc Javier Pérez de Cuéllar nhận xét: "Bà là Liên Hợp Quốc. Bà là hòa bình của thế giới."

## Đời sống Tâm linh
Khi phân tích các hoạt động và thành quả của bà, Giáo hoàng Gioan Phaolô II đặt câu hỏi: "Từ đâu mà Mẹ Teresa tìm được sức mạnh và lòng kiên định hầu có thể hoàn toàn hiến mình cho việc phục vụ người khác? Bà tìm thấy nó trong sự cầu nguyện và trong sự tĩnh tâm suy nghiệm hướng về Chúa Giê-su, và Thánh Tâm của Ngài." Trong cuộc sống riêng tư, Mẹ Teresa trải qua một thời gian dài chịu đựng sự khô héo, cằn cỗi trong tâm linh, sự tinh luyện và thử nghiệm đức tin trong "đêm tối của linh hồn" kéo dài gần năm mươi năm cho đến cuối đời, suốt thời gian ấy "bà không hề cảm nhận gì hết về sự hiện diện của Thiên Chúa", - "trong lòng cũng như khi tham dự Bí tích Thánh thể" - theo lời của Linh mục Brian Kolodiejchuk, người chịu trách nhiệm trình bày thỉnh cầu và thu thập chứng cứ cho quy trình phong thánh cho Teresa. Bộc lộ những hoài nghi về sự hiện hữu của Thiên Chúa, và nỗi đau dằn xé tâm linh vì thiếu vắng đức tin, bà viết, 
| “ | Đức tin của tôi đâu rồi? Tận đáy lòng… chẳng có gì cả ngoài sự trống rỗng và tối tăm… Nếu có Chúa – xin tha tội cho con. Khi tôi cố hướng tâm trí mình đến Thiên đàng thì sự trống rỗng phủ lấp và những ý tưởng ấy dội ngược về như những mũi dao sắc cắt nát linh hồn tôi… Thật khủng khiếp nỗi đau vô hình này – Tôi không có Đức tin chi cả. Tuyệt vọng, trống rỗng, không đức tin, không tình yêu thương, không lòng sốt sắng,… Tôi lao khổ vì điều gì? Nếu không có Thiên Chúa, thì không có linh hồn. Nếu không có linh hồn thì, ôi Giê-su, Ngài cũng không có thật. | ” |

Theo Brian Kolodiejchuk, có thể có một số người giải thích sai điều Teresa muốn nói, đức tin của bà đối với Thiên Chúa không hề sút giảm, trong khi Teresa đánh mất cảm giác kề cận Thiên Chúa, bà không hề tra vấn về sự hiện hữu của ngài. Nhiều vị thánh khác cũng có những trải nghiệm tương tự như trường hợp của Thánh Teresa Lisieux.
Mẹ Teresa yêu tất cả mọi người, vì vậy bà muốn điều tốt nhất cho tất cả những người mà bà gặp - và đó là để đưa mọi người đến gần Chúa. Theo sự hiểu biết và niềm tin của bà, niềm tin vào Thiên Chúa là vốn quý nhất cho mỗi người, nhưng bà không bao giờ can thiệp vào đời sống tâm linh của người khác. Bà nói: 
| “ | Lúc đầu, tôi tin rằng đó là nhiệm vụ của tôi là để chuyển hóa lòng người. Nhưng sau đó tôi nhận ra rằng tôi chỉ cần yêu thương mọi người - Và tình yêu sẽ chuyển hóa người nào nó muốn. | ” |

## Dòng thời gian
1910 - Ngày 26 tháng 8, Agnes Bojaxhui cô con gái út của Nicola và Drana sinh ra và lớn lên tại Skopje, thủ phủ của Cộng Hòa Albania thuộc Macedonia.
Ngày 27 tháng 8, Agnes được chịu phép Thánh Tẩy tại nhà thờ giáo xứ Thánh Tâm Chúa Giê-su và được nhận thánh hiệu A-nê (Gonxha - A-nê).

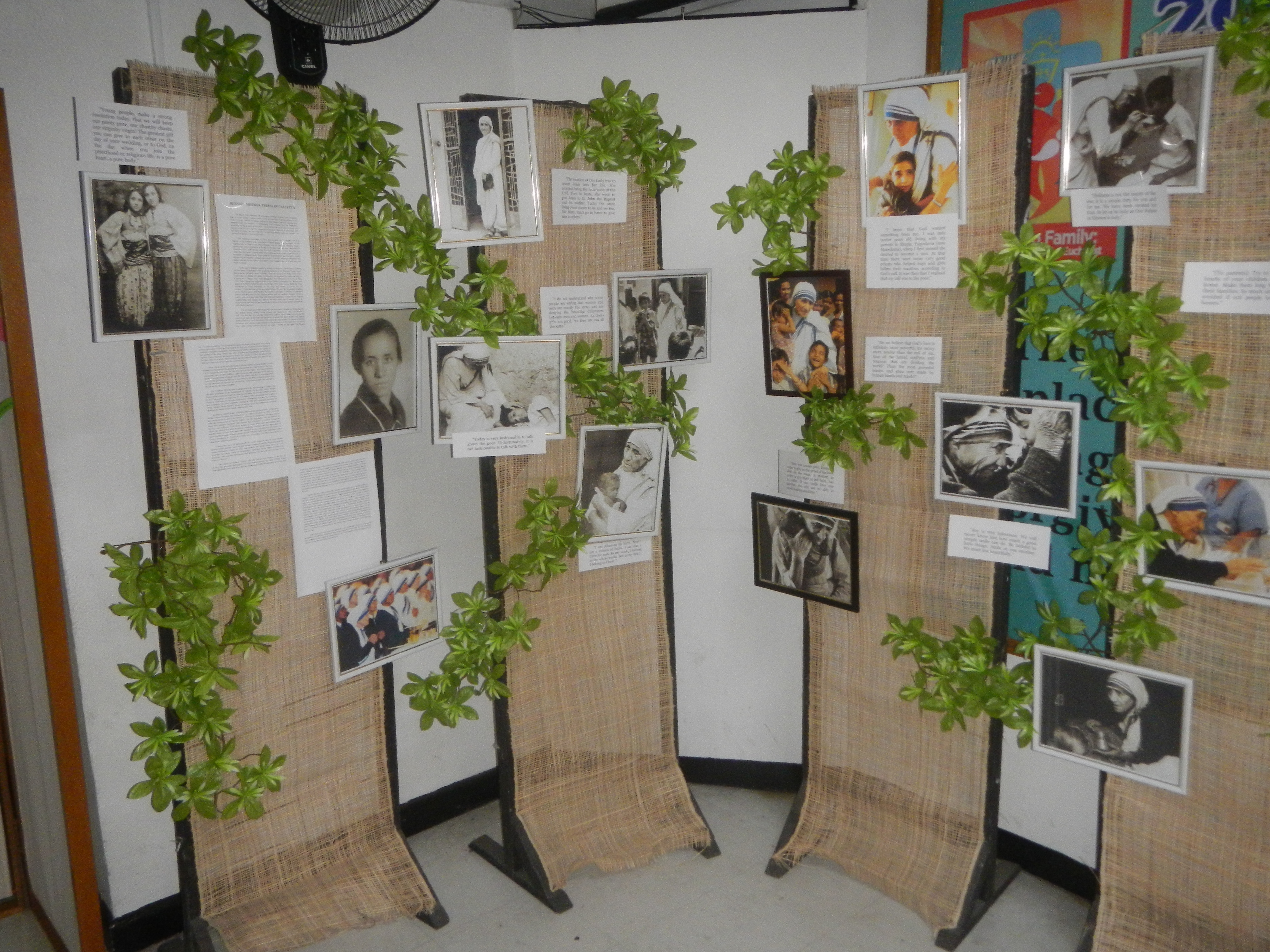
Những hình ảnh cũ của mẹ Teresa trưng bày tại trụ sở Radio Veritas, thành phố Quezon

1918 – Cha của Agnes, ông Nicola qua đời đột ngột. Ông chết vì bị đầu độc sau một cuộc họp chính trị.
1924 – Lazan, anh trai của Agnes lại rời nhà đến học tại một học viện quân sự Úc.
1925 – Linh mục Jambrenkoic trở thành cha xứ. 
Agnes tham gia hội tương tế Thành Nữ Đồng Trinh Maria của cha xứ thành lập.
1928 – Agnes cùng mẹ và chị ruột Aga hành hương đến Letnice. Tại đây, cô nhận thấy đã đến lúc đi theo thiên hướng của mình. Tháng 9, cô được dòng Loreto chấp thuận.
1929 – Tháng Giêng, Agnes đến Calcutta, sau đó đi tiếp đến Darjeeling, nơi cô bắt đầu cuộc sống một nữ tu tập sinh.
1931 – Ngày 24 Tháng năm, Agnes làm lế Tiên Khấn (Đây là nghi thức khấn dâng trọn đời cho Chúa tạm thời, với thời hạn kéo dài sáu năm. Trước khi chính thức Khấn Trọn Đời.) và trở thành Xơ Teresa.
1937 – Ngày 24Tháng Năm, Xơ Teresa Khấn Trọn Đời. Sau đó Xơ trở về Entally. Một quận phía đông Calcutta.
1946 – Ngày 10 Tháng Chín, Nhận được ơn gọi cách riêng của Chúa, Xơ Teresa rời bỏ cuộc sống tu viện và đi đến làm việc và sống với người nghèo trong các khu ổ chuột.
1948 – Tháng Tám, Tòa Thánh chấp thuận cho phép Soeur Teresa tách khỏi dòng Loreto nhưng vẫn là Nữ Tu.
Xơ Teresa chọn bộ áo Sari trắng viền xanh với mong muốn trở nên người phụ nữ nghèo khó nhất tại Ấn Độ, và cũng nói lên khát vọng noi gương Mẹ Maria Đồng Trinh.Sau đó, Xơ tìm đến Petna, nơi Hội Nữ Tu Truyền giáo giúp hướng dẫn cho bà một số kỹ năng y tế cơ bản. Bốn tháng sau, Xơ về Calcutta và đến với Nhà Dưỡng Lão của Hội Nữ Tu Bạn Người Nghèo.
1949 – Tháng Hai, Xơ chuyển đến Creek Lane.
Tháng Ba, một học trò cũ của Xơ, cô Subashini Das, đến cộng tác, và trở thành người môn đệ đầu tiên. Không lâu sau đó các học trò cũ khác cùng đến tham gia.
1950 – Ngày 07 Tháng Mười, một Thánh Lễ được cữ hành để Kỷ Niệm ngày thành lập Dòng Thừa Sai Bác Ái. Mười Chí Nguyện sinh được nhập tập viện với thời gian kéo dài hai năm.
1953 – Tháng Hai, ngôi nhà số 54a Lower Circular được mở rộng và trở thành Nhà Mẹ của Dòng Thừa Sai Bác Ái. Xơ Teresa trở thành Mẹ Teresa.
Mẹ tiếp tục công việc với lớp người nghèo khổ, người bệnh và tầng lớp người cùng đinh. Mẹ Teresa lien hệ với cảnh sát trưởng và văn phòng y tế Calcutta, xin được một nhà trọ hành hương cũ, và Mẹ đã biến nơi đó thành Nirmal Hriday.
1957 – Tháng Chín, Phòng khám chữa bệnh phong hủi lưu động bắt đầu hoạt động.
1960 – Một trung tâm đầu tiên bên ngoài Calcutta đưa vào hoạt động tại Ranchi.
1962 – Mẹ Teresa là người đầu tiên không phải người Ấn Độ được nhận giải thưởng uy tín Padma Shri.
1963 – Hội Anh Em Thừa Sai Bác Ái được thành lập.

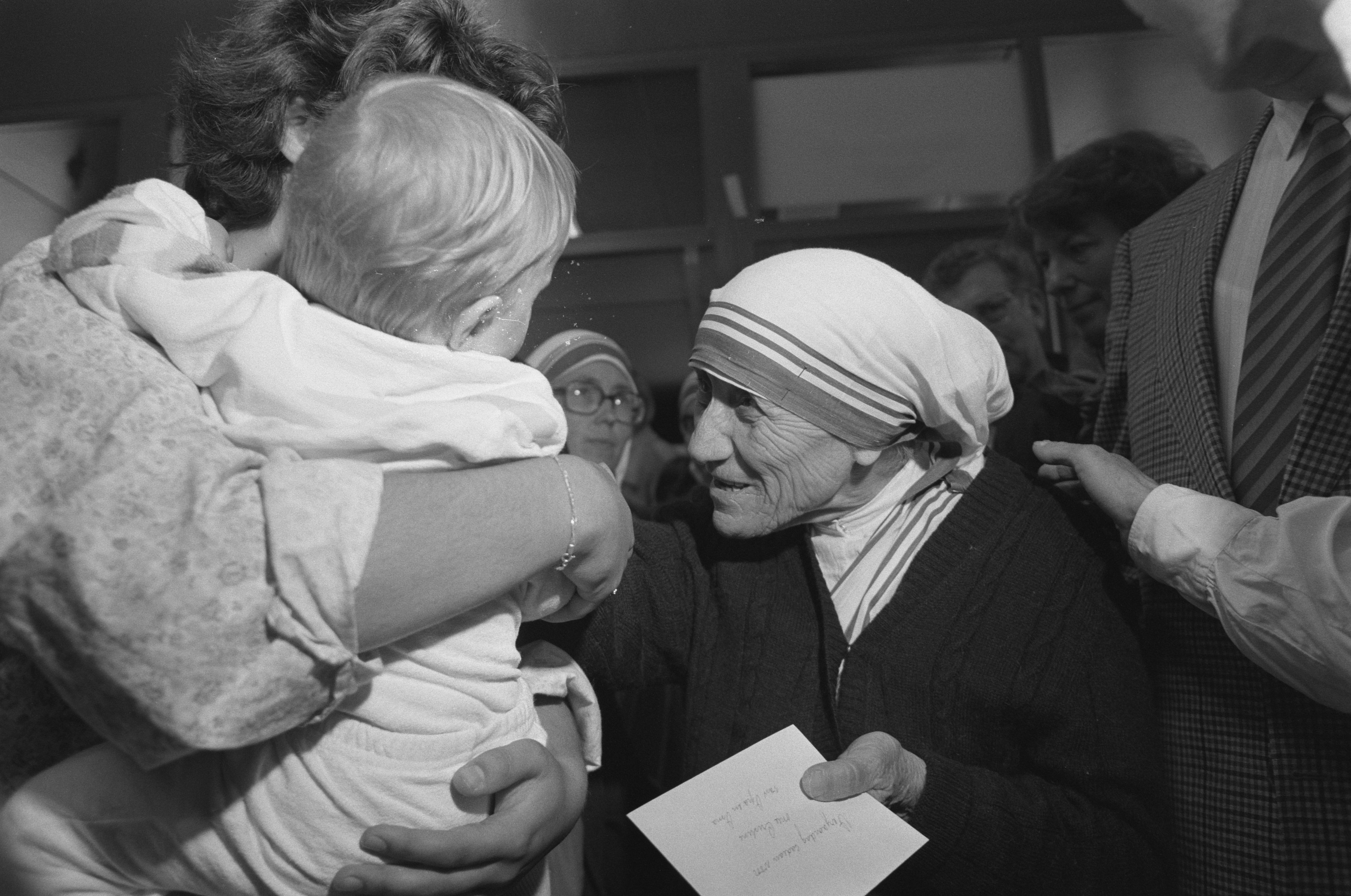
Mẹ Teresa năm 1988

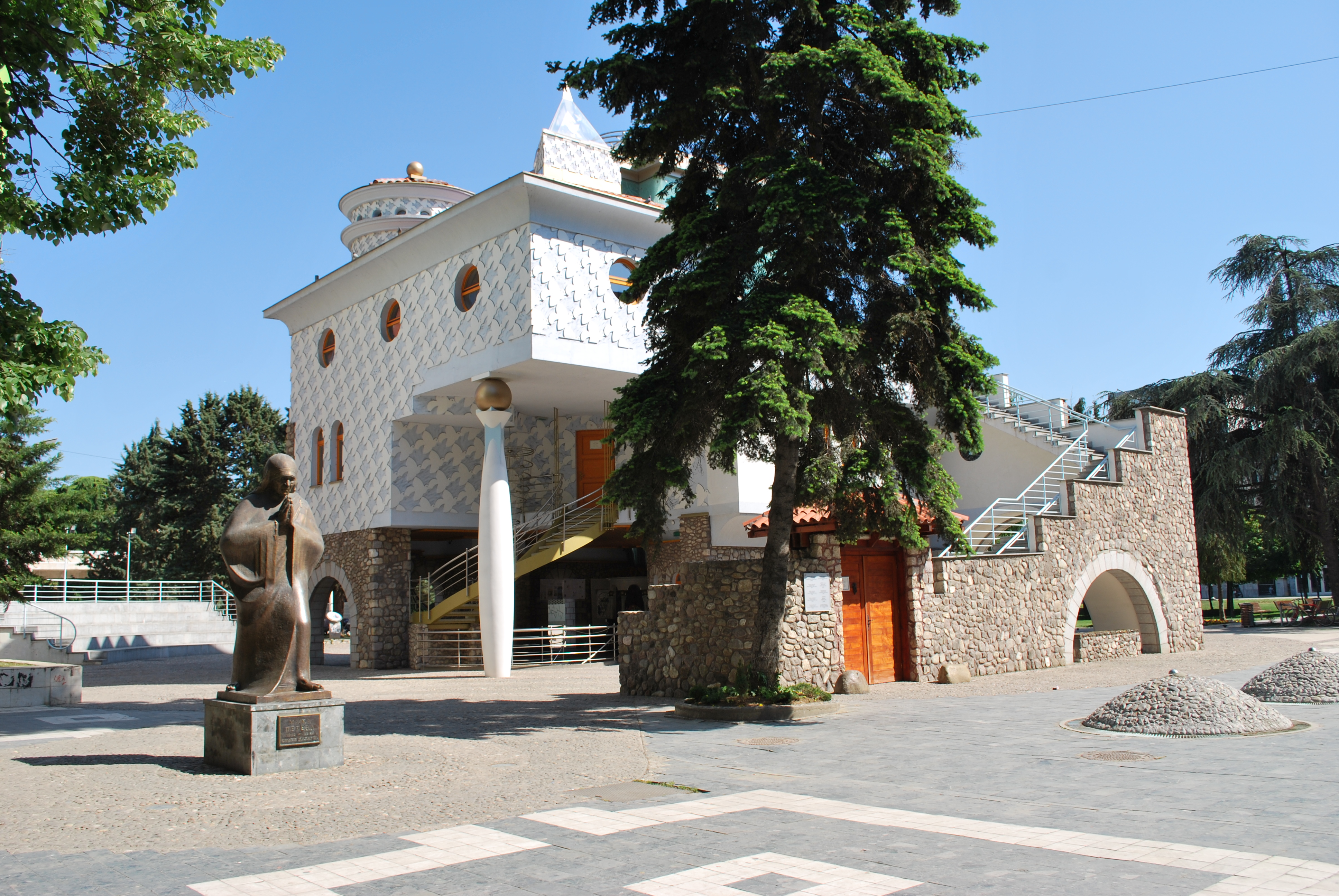
Nhà tưởng niệm ở Skopje

1965 – Trung tâm đầu tiên không nằm trên đất Ấn Độ được thành lập tại Venezuela.
Nhân dịp Giáo hoàng Paul VI thăm Bombay, Đức Giáo hoàng tặng Mẹ Teresa chiếc xe Cadillac, và Mẹ đã cho bán đấu giá để lấy tiền cho Hội.
1969 – Chính phủ tặng một khoảnh đất rộng 36 arcre cho Hội và Mẹ đã cho xây cất nhà dành cho người bệnh phong. Đến cuối thập niên 60, tống cộng 25 trung tâm như thế đã được thành lập.
1979 – Mẹ Teresa được trao tặng giải Nobel Hòa Bình.
1980 – Thái tử Charles Anh Quốc thực hiện chuyến viếng thăm đặc biệt Hội Thừa Sai Bác Ái tại Calcutta.
1990 – Bất chấp mong muốn được rút lui của Mẹ, các nữ tu vẫn nhất trí tôn Mẹ Teresa là Mẹ Bề Trên.
1992 – Công nương Diana của Anh Quốc đến thăm Mẹ đang dưỡng bệnh tại Rome.
1994 – Ngày 01 tháng 4 Mẹ Teresa đến Việt Nam, đây là quốc gia thứ 111 có sự hoạt động của Dòng Thừa Sai Bác Ái (Nữ Tử Bác Ái). Hai nhà tại Việt Nam là nhà thứ 501 và 502 của dòng.
1996 – Mẹ Teresa bị các cơn đau tim nặng.
1997 – Mẹ Teresa qua đời ngày 05 tháng 9. Ấn Độ tổ chức lễ Quốc Tang vào ngày 13 tháng 9.
2003 – Ngày 19 tháng Mười, Giáo hội Công giáo cử hành thánh lễ phong chân phước cho Mẹ Teresa. Nhân đó, Hội đồng Giám mục Ấn Độ, với sự ủng hộ rất đông người trong nước, đã chính thức đề nghị Thủ tướng Ấn Độ lúc bấy giờ là ông Vajpayee tuyên bố ngày 19 tháng 10 năm 2003 là ngày lễ nghỉ của quốc gia.
2016 - Giáo hoàng Phanxicô cử hành các nghi thức tuyên thánh cho Mẹ Teresa

## Giải thưởng và vinh danh
- 1962 - Giải thưởng Ramon Magsaysay
- 1962 - Padma Shri của Ấn Độ
- 1973 - Giải thưởng Templeton
- 1978 - Giải thưởng Balzan
- 1979 - Giải thưởng Nobel Hòa bình
- 1979 - Giải Pacem in Terris
- 1980 - Bharat Ratna, giải dân sự cao nhất của Ấn Độ
- 1983 - Order of Merit của Anh
- 1984 - Giải thưởng Damien-Dutton
- 1985 - Huân chương Tự do Tổng thống ("The Presidential Medal of Freedom"), danh dự dân sự cao nhất tại Mỹ
- 1992 - Giải thưởng UNESCO cho Hòa bình Giáo dục
- 1996 - Công dân danh dự của Hoa Kỳ
- 1997 - Huy chương Vàng của Quốc hội Hoa Kỳ
- 2003 - Phong chân phước
- 2016 - Tuyên thánh

## Một số câu nói
| “ | Không phải tất cả chúng ta có thể làm những điều lớn. Nhưng chúng ta có thể làm những việc nhỏ với một tình yêu lớn. | ” |

| “ | Tình yêu không thể duy trì bởi chính nó - nó không có ý nghĩa. Tình yêu phải được đưa vào hành động, và hành động đó là phục vụ. | ” |

| “ | Nếu chúng ta không có hòa bình, đó là vì chúng ta đã quên rằng chúng ta thuộc về nhau. | ” |

| “ | Thiên Chúa không đòi hỏi chúng ta phải thành công. Ngài chỉ yêu cầu bạn cố gắng". | ” |

| “ | Tôi có thể làm những điều bạn không thể, bạn có thể làm những điều tôi không thể. Cùng nhau chúng ta có thể làm những điều tuyệt vời. | ” |

| “ | Tình yêu bắt đầu ở ngay nhà bạn, và nó không phải là bao nhiêu chúng ta làm... nhưng là bao nhiêu tình yêu chúng ta đưa vào hành động đó. | ” |

| “ | Hãy đừng để người nào đến với bạn mà không rời đi với tốt hơn và hạnh phúc hơn. Hãy là biểu hiện sống động của sự bác ái của Thiên Chúa: sự tử tế trong khuôn mặt của bạn, lòng tốt trong mắt của bạn, và lòng tốt trong nụ cười của bạn. | ” |

| “ | Nếu bạn xét đoán người khác, bạn không còn thời gian để yêu thương họ. | ” |